# Cordyligaster tipuliformis
Cordyligaster tipuliformis är en tvåvingeart som beskrevs av Walker 1858. Cordyligaster tipuliformis ingår i släktet Cordyligaster och familjen parasitflugor. Inga underarter finns listade i Catalogue of Life.